# 이지한 (배우)
이지한(1998년 8월 3일 ~ 2022년 10월 30일)은 대한민국의 배우였다. 이태원 참사로 인해 사망했다. 사망한 이후 아버지가 유가족 협의회 대표를 맡고 어머니와 미디어에 노출되고 있다.

## 드라마
- 오늘도 남현한 하루 - 신남현 역
- 꼭두의 계절 (유작)

## 예능
- 2017년 : 프로듀스 101 시즌2 - 참가자

## 학력
- 동국대학교 연극학부 (졸업)